# Wilhelm Feldmann (Maler)

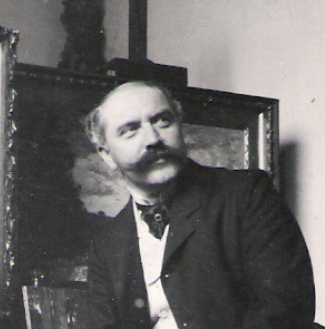
Wilhelm Feldmann

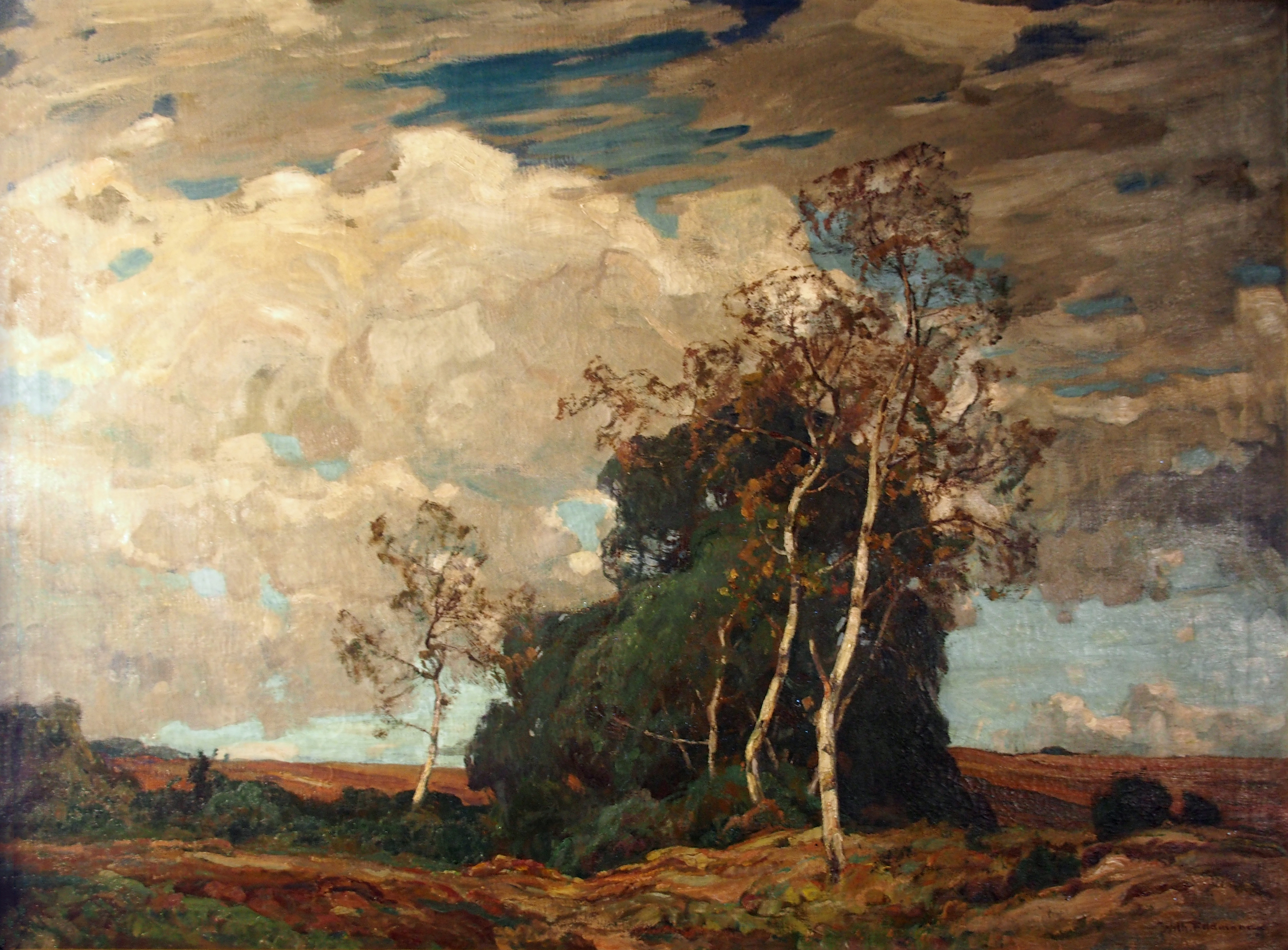
Heidelandschaft

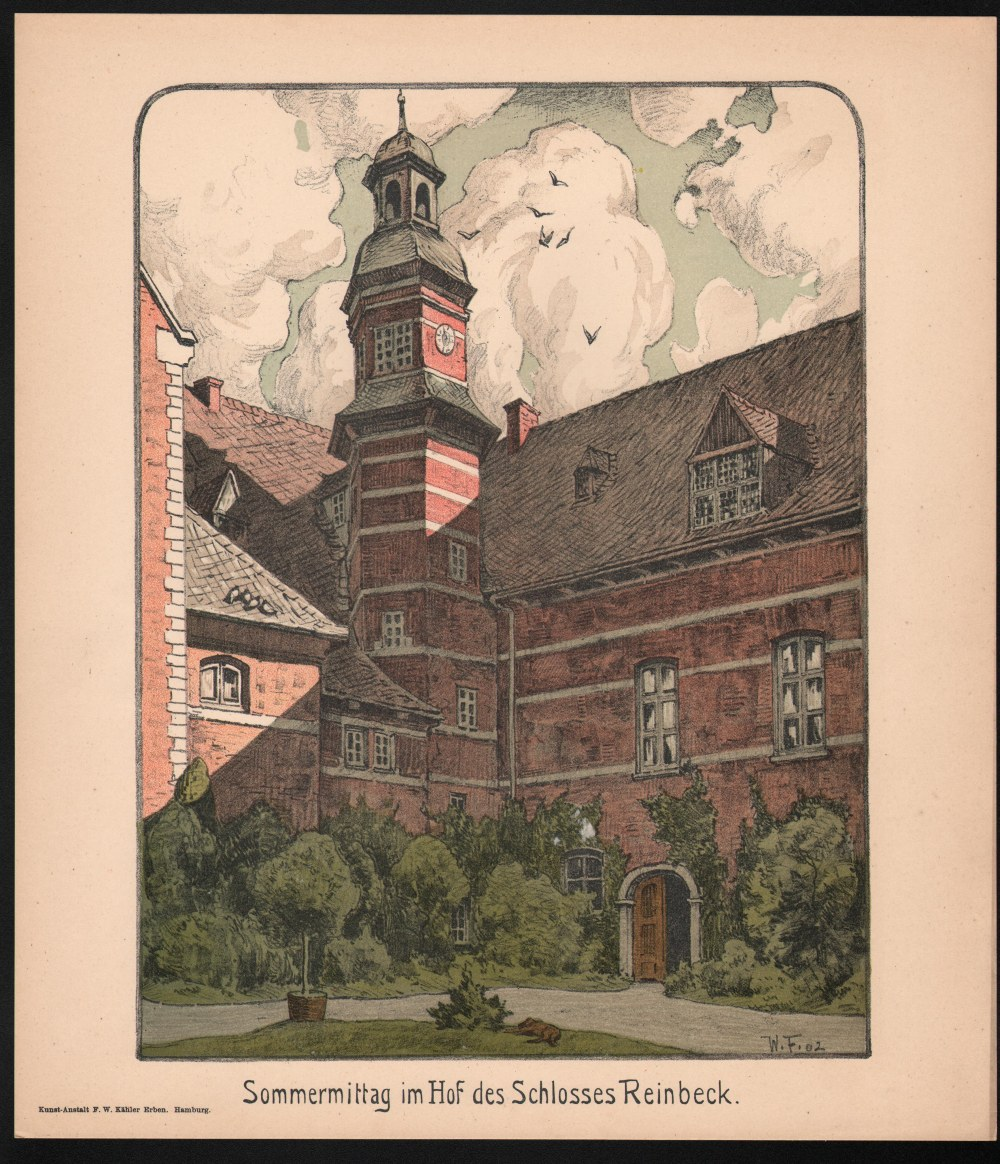
Sommermittag im Hof des Schlosses Reinbeck

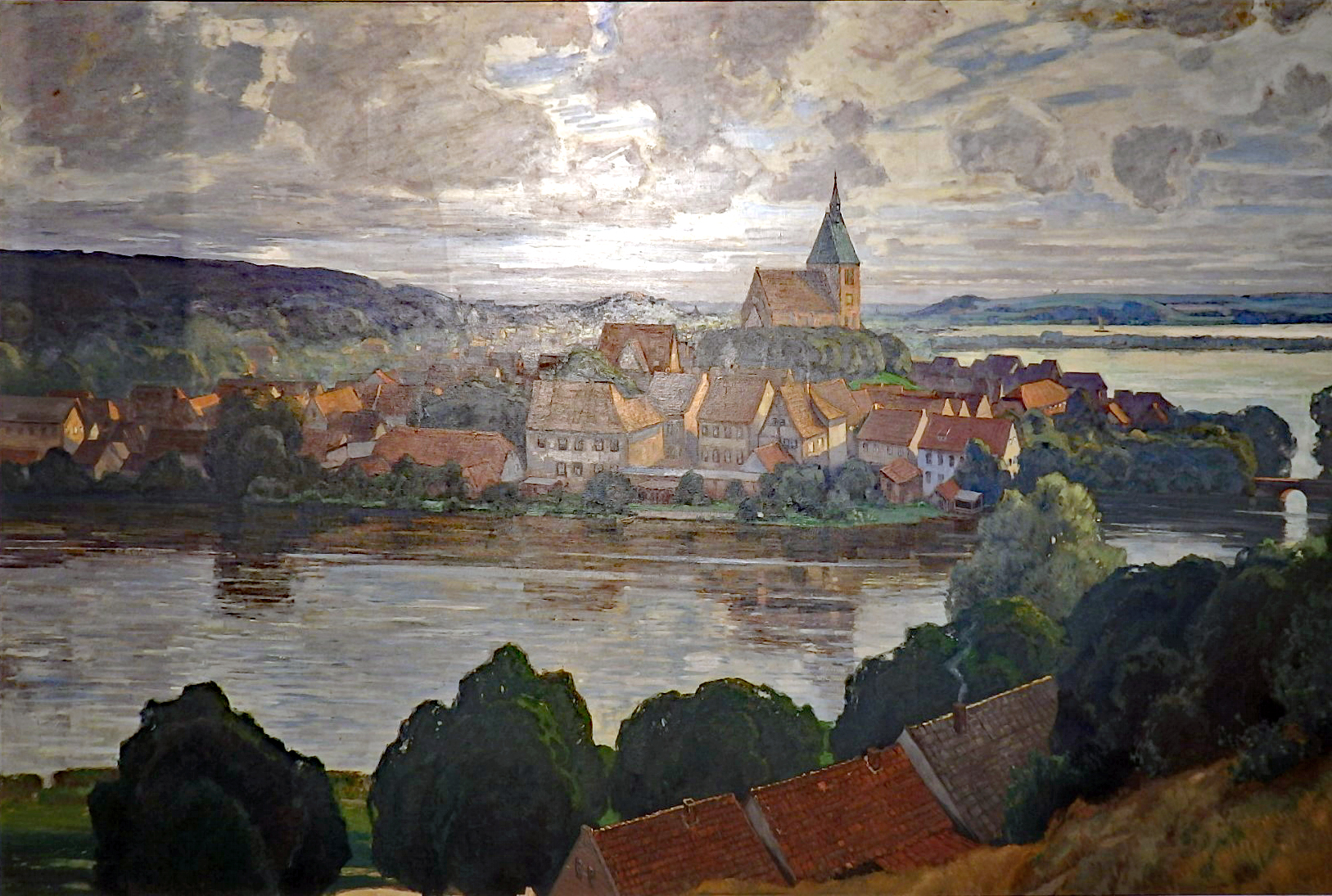
Mölln vom Heidberg aus, 1911, Möllner Museum

Wilhelm Feldmann (* 1. Dezember 1859 in Lüneburg; † 10. Oktober 1932 in Lübeck) war ein deutscher Landschaftsmaler, Radierer und Lithograf.

## Leben
Wilhelm Feldmann wurde als Sohn eines Schlossermeisters in Lüneburg geboren. Hier besuchte er bis Ostern 1878 das Johanneum Lüneburg, ohne einen Abschluss zu machen. Am 30. April 1878 wurde er in die Antikenklasse der Akademie der Bildenden Künste München aufgenommen. 1883 wechselte er für eine unbestimmte Zeit an die Staatliche Akademie der Bildenden Künste Karlsruhe und wurde Schüler des Landschaftsmalers Gustav Schönleber. 1886 setzt er seine Ausbildung für vier Jahre in Berlin an der Landschaftsklasse der Königlichen Akademie der Künste fort. Hier wurde Eugen Bracht sein Lehrer. Bei dem Grafiker Hans Meyer lernte er die Technik der Radierung. Auch Lithografien wurden von ihm angefertigt.
Er arbeitete von 1890 bis 1902 in Berlin als freischaffender Landschaftsmaler und Radierer. Während dieser Zeit unterrichtete er in seinem Privatatelier u. a. Louise Wagner im Zeichnen und Malen. 1895 erhielt er auf der Großen Berliner Kunstausstellung eine kleine Goldmedaille. Von 1903 bis 1911 arbeitete er in Mölln und gründete hier 1905 eine Malschule. 1912 oder 1913 zog er nach Lübeck, von wo aus er auch in Israelsdorf und Gothmund malte. Er begann seine freischaffende Tätigkeit zunächst mit Radierungen.
Immer wiederkehrende Motive sind die Märkische Heide und die Lüneburger Heide. Zu Beginn des 20. Jahrhunderts war er einer der bekanntesten Heidemaler. 1929 stellte ihm das Lübecker Behnhaus einen eigenen Raum für seine Werke zur Verfügung. Wahrscheinlich war das seine letzte Ausstellung. Wilhelm Feldmann war Mitglied im Hamburger Künstlerverein von 1832.
Nach seinem Tod geriet der Künstler weitgehend in Vergessenheit.

## Auszeichnungen
Feldmann erhielt 1887 das Preisdiplom der Dresdner Aquarell Akademie, 1889 den Preis der Menzelstiftung und 1890 den Akademiepreis Berlin für seine große Radierung der Rudelsburg.
Die Nationalgalerie Berlin, das Museum Behnhaus Lübeck, das Möllner Museum, das Bomann-Museum in Celle und das Albert-König-Museum in Unterlüß sind im Besitz seiner Werke.

## Werke (Auswahl)
- Mondaufgang, Nationalgalerie Berlin
- Heidelandschaft, Bomann-Museum Celle
- Am Rande des Moors, Dorotheum
- Heimat. Im Sachsenwald. Verlag von F. W. Kähler Erben, Hamburg
- Eine Sammlung seiner Werke